# East Garo Hills
Der Distrikt East Garo Hills ist ein Distrikt im indischen Bundesstaat Meghalaya. Verwaltungssitz ist die Stadt Williamnagar.

## Geografie
Der Distrikt East Garo Hills liegt in der Westhälfte Meghalayas. Die Fläche des Distrikts beträgt 1113 Quadratkilometer. Nachbardistrikte sind die Distrikte West Khasi Hills im Osten, South Garo Hills im Südosten und Süden, West Garo Hills im Westen und North Garo Hills im Nordwesten und Norden.

## Geschichte
Der Distrikt entstand am 22. Oktober 1976 durch die Aufteilung des Distrikts Garo Hills in die Distrikte East Garo Hills und West Garo Hills. Er verkleinerte sich am 27. Juli 2012 bei der Teilung des damaligen Distrikts East Garo Hills. Die C.D. Blocks Kharkutta (alle Gemeinden; 51.477 Einwohner) und Resubelpara  (alle Gemeinden; 104.514 Einwohner) und 66 Gemeinden des C.D. Blocks Songsak (mit 16.128 der 53.107 Einwohnern des C.D. Blocks) trennten sich vom bisherigen Distrikt East Garo Hills ab und bildeten den neuen Distrikt North Garo Hills.

## Bevölkerung
Nach der Volkszählung 2011 hat der Distrikt North Garo Hills 145.798 Einwohner. Bei 98 Einwohnern pro Quadratkilometer ist der Distrikt eher dünn besiedelt. Von den 145.798 Bewohnern wohnten 121.201 Personen (83,13 Prozent) in Landgemeinden und 24.597 Menschen in städtischen Gebieten.
Der Distrikt North Garo Hills ist mehrheitlich von Angehörigen der „Stammesbevölkerung“ (scheduled tribes) besiedelt. Zu ihnen gehörten (2011) 138.479 Personen (94,98 Prozent der Distriktsbevölkerung). Zu den Dalit (scheduled castes) gehörten 2011 nur 410 Menschen (0,28 Prozent der Distriktsbevölkerung).

### Bedeutende Orte
Im Distrikt East Garo Hills gibt es mit der Stadt Williamnagar nur eine einzige städtische Siedlung.

### Bevölkerung des Distrikts nach Geschlecht
Von den 145.798 Bewohnern waren 74.352 (51,00 Prozent) männlichen und 71.446 weiblichen Geschlechts. Dies ist typisch für Indien, wo gewöhnlich ein deutliches Mehr an Männern vorherrscht.

### Bevölkerung des Distrikts nach Sprachen
Etwa 140.000 Einwohner des Distrikts sind Garo. Rund 2000 Menschen sprechen Bengali. Hinzu kommen kleinere sprachliche Minderheiten, die Assamesich, Hindi und Nepali sprechen. Auch diese Sprachgruppen, die zusammen rund 2400 Personen zählen, sind überwiegend Hindus.

### Bevölkerung des Distrikts nach Bekenntnissen
In den letzten 100 Jahren ist fast die gesamte einheimische Bevölkerung zum Christentum übergetreten. Heute sind mehr als 93 Prozent der Einwohner Christen. Daneben gibt es rund 4400 Hindus und rund 2100 Muslime (meist Bengalen).

## Bildung
Das Ziel der vollständigen Alphabetisierung ist noch weit entfernt. Von den 117.508 Personen in einem Alter von sieben Jahren und mehr können 82.050 (69,83 Prozent) lesen und schreiben. Für indische Verhältnisse normal ist der deutliche Unterschied zwischen den Geschlechtern und das Stadt−/Landgefälle. So können fast 91 Prozent der Männer in der einzigen Stadt (Resubelpara) lesen und schreiben. Aber nur knapp 60 Prozent der Frauen in den ländlichen Gemeinden. Einen Überblick über die Verhältnisse gibt folgende Tabelle:
| Alphabetisierung im Distrikt East Garo Hills |                   |                   |
| Einheit                                      | Volkszählung 2011 | Volkszählung 2011 |
| Einheit                                      | Anzahl            | Anteil            |
| GESAMT                                       | 82.050            | 69,83 %           |
| Männer                                       | 44.908            | 74,72 %           |
| Frauen                                       | 37.142            | 64,70 %           |
| STADT GESAMT                                 | 18.688            | 88,98 %           |
| Stadt-Männer                                 | 9968              | 90,93 %           |
| Stadt-Frauen                                 | 8720              | 86,84 %           |
| LAND GESAMT                                  | 63.362            | 65,66 %           |
| Land-Männer                                  | 34.940            | 71,10 %           |
| Land-Frauen                                  | 28.422            | 60,01 %           |
| Quelle: Ergebnis der Volkszählung 2011       |                   |                   |

## Verwaltung
Der Distrikt hat mit Dambo Rongjeng, Samanda und Songsak drei Community Development Blocks (C.D. Blocks; Unterbezirke).